# Riu de Cerdanya
Riu de Cerdanya est une commune espagnole dans la communauté autonome de Catalogne, province de Lérida, de la comarque de Basse-Cerdagne.

## Géographie
Commune située dans les Pyrénées, en Cerdagne

## Histoire
La municipalité a été créée en 1997 par la ségrégation de Bellver de Cerdanya.

## Démographie
En 2006: 96.